# Pesata
Der Pesata war eine Masseneinheit (Gewichtsmaß) auf den Inseln Malta und Gozo. Das Maß war ein sizilianisches Brennholzmaß. Der hier erwähnte Rotoli ist auch ein Sizilianischer. Ein Cantaro/Cantajo/Cantaio oder der Zentner mit 100 Rotoli entsprach 79,342 Kilogramm. Die Vorkommastellen sind bei diesem Maß die Brauchbaren in der Praxis.
- 1 Pesata = 300 Rotoli = 476 Pfund (Preußen) plus 8 Lot (Preußen = 16,667 Gramm)[1] = 238,138 Kilogramm ≈ 238 Kilogramm